# Neujahrskonzert der Wiener Philharmoniker 1954
Das Neujahrskonzert der Wiener Philharmoniker 1954 war das 14. Neujahrskonzert der Wiener Philharmoniker und fand am 1. Jänner 1954 im Goldenen Saal des Wiener Musikvereins statt. Dirigiert wurde es zum zwölften und letzten Mal von Clemens Krauss, der diese Institution 1941 gemeinsam mit den Wiener Philharmonikern ins Leben gerufen hatte.
Es besteht ein Tonmitschnitt, der mehrfach veröffentlicht wurde.

## Ende einer Ära

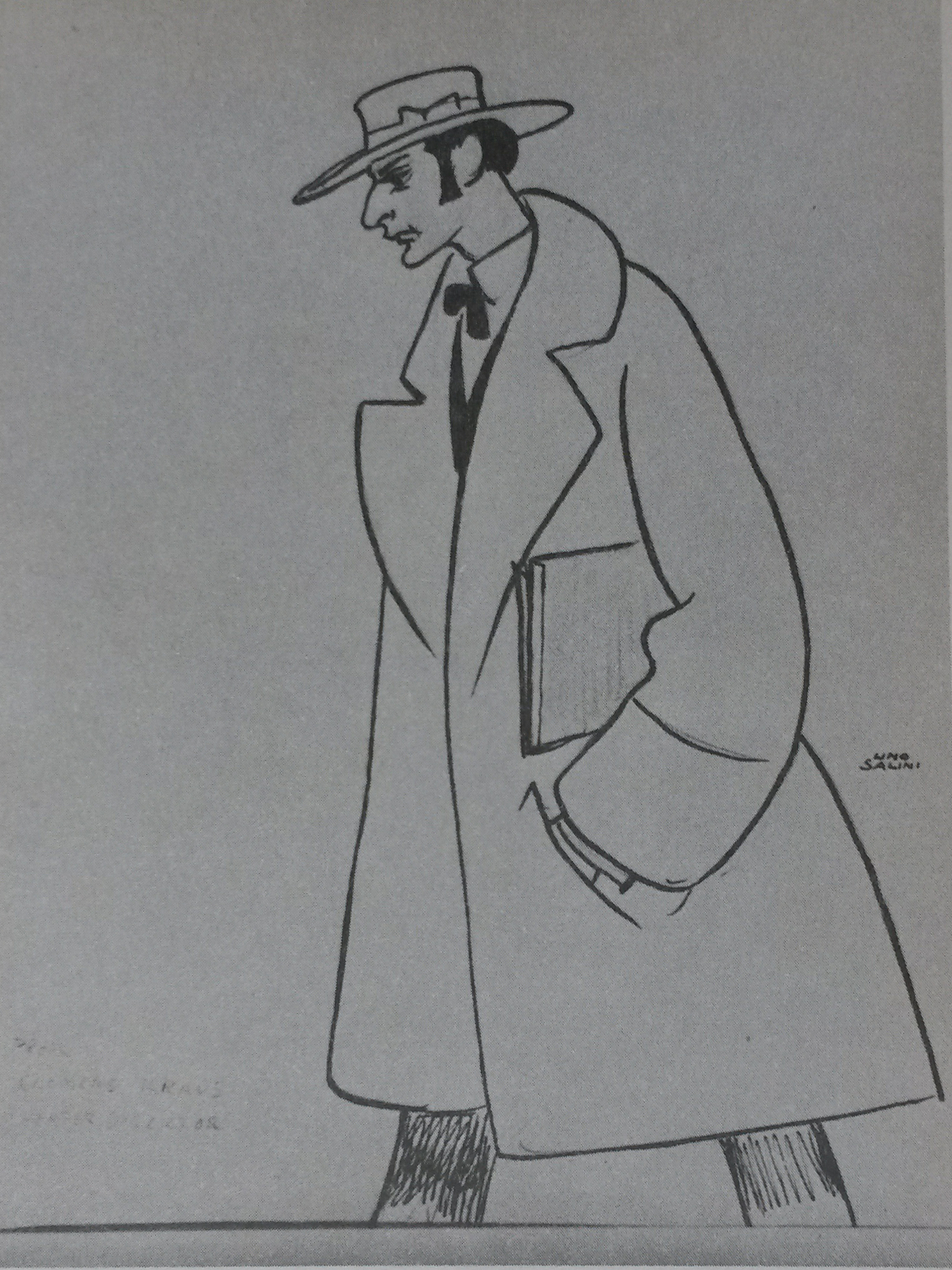
Clemens Krauss, gezeichnet von Lino Salini

Streng genommen war es das 15. Konzert zum Jahreswechsel, denn zur Jahreswende 1939/40 gab es bereits ein Außerordentliches Konzert der Wiener Philharmoniker, welches allerdings am Silvesterabend 1939 stattfand. Seit 1941 wurde es alljährlich von Clemens Krauss geleitet – ausgenommen 1946 und 1947, als er wegen seiner Nähe zum NS-Regime unter Dirigierverbot stand. Damals sprang der unbelastete Josef Krips ein, der die Institution von der völkischen Ostmark in das nunmehr demokratische Republik Österreich hinüberrettete. Gedankt wurde es dem Halbjuden Krips durch die Wiener Philharmoniker nicht, 1948 übernahm wieder Krauss die Leitung des Konzerts.
Die ideologische Aufgabenverteilung während der NS-Zeit war klar und eindeutig: Bayreuth und Berlin waren für die ernsthafte, für die schwere Kultur zuständig, das Werk Wagners und die deutsche Klassik, Wien und partiell auch München für das Leichte und Heitere, Walzer, Komödie. Insofern passte Krauss, der bereits vor dem NS-Regime die Wiener Philharmoniker zu Strauss-Konzerten motiviert hatte, beispielsweise bei den Salzburger Festspielen 1929 bis 1933, in die NS-Ideologie der Vereinnahmung kultureller Veranstaltungen.
Ab 1946 wurde die heitere Tanzmusik zur zentralen Achse des kulturellen Selbstverständnisses Österreichs und wurde – ebenso wie das legendäre Mozart-Ensemble – dafür eingesetzt, die „Opferrolle Österreichs“ zu betonen und ein Ende der Besatzung zu erwirken. Die Strauss-Dynastie, Mozart, Bruckner, der gebürtige Bonner Beethoven, der Norddeutsche Brahms, letztere beide machten Wien zu ihrer Wahlheimat, – im geringeren Maße auch Nestroy, Raimund, Schnitzler und Hofmannsthal – dienten nunmehr als identitätsstiftende Säulen Österreichs und als Abgrenzung zur (früheren reichs-)deutschen Kultur: Krauss dirigierte dieselbe Musik 1930 in Salzburg, 1941 und 1954 in Wien – weitgehend unverändert.
Der Tod von Krauss während einer Tournee in Mexiko im Mai 1954 traf die Philharmoniker unvermutet. Sie brauchten bis Dezember 1954 um die Nachfolge zu regeln. Erich Kleiber, der nahezu einstimmig gekorene Nachfolger, hatte abgesagt. Schließlich wurde eine hausinterne Lösung gefunden, der Konzertmeister Willi Boskovsky übernahm – als Stehgeiger in der Tradition von Johann Strauss (Sohn).

## Ablauf
Das Konzert begann fast wagnerianisch mit dem Josef-Strauss-Walzer Schwert und Leyer, op. 71 aus dem Jahr 1859. Es folgte die übliche Abfolge von Polkas und Walzer, ein, zwei, auch drei schneller Stücke, dann wiederum ein langsames. Auch der zweite Teil wurde mit einem der großen Walzer von Josef Strauss eingeleitet, die Begeisterung des Publikums, so der Mitschnitt, war enorm. Den Beginn der Walzer Frühlingsstimmen und An der schönen blauen Donau sowie des Radetzky-Marschs unterbrach es mit heftigem Applaus und Jubelrufen, mehrere Stücke wurden wiederholt. Am Schluss Ovationen.

## Programm
Die eigentliche Teilung in 1. Teil, 2. Teil und Zugaben wurde erst 1958 probehalber und 1959 endgültig für die Fernsehübertragungen eingeführt. Bis dahin handelte es sich im Grunde um „normale Konzertpausen“, die nur im Einzelfall, wie hier, nachträglich festgestellt werden können. Die Teilung ist hier also nur „vor“ und „nach der Konzertpause“ zu verstehen.
Die beiden „klassischen Zugaben“ (der Walzer An der schönen blauen Donau von Strauss (Sohn) und des Radetzky-Marsches von Strauss (Vater)) wurden hier erstmals in die Konzertpraxis der Neujahrskonzerte eingeführt und ebenfalls 1958 probehalber und 1959 fest etabliert.

### 1. Teil
1. Josef Strauss: Schwert und Leyer, Walzer, op. 71*
2. Josef Strauss: Rudolfsheimer-Polka, Polka schnell, op. 152*
3. Josef Strauss: Die Libelle, Polka mazur, op. 204
4. Josef Strauss: Auf Ferienreisen, Polka schnell, op. 133* (wurde wiederholt)
5. Johann Strauss (Sohn): Bei uns z’Haus, Walzer, op. 361
6. Johann Strauss (Sohn): Neue Pizzicato-Polka, op. 449
7. Johann Strauss (Sohn): Éljen a Magyar!, Polka schnell, op. 332 (wurde wiederholt)

### 2. Teil
1. Josef Strauss: Sphärenklänge, Walzer, op. 235
2. Josef Strauss: Mailust, Polka française, op. 182*
3. Josef Strauss: Plappermäulchen, Polka schnell, op. 245 (wurde wiederholt)
4. Johann Strauss (Sohn): Im Krapfenwald’l, Polka française, op. 336
5. Johann Strauss (Sohn): Frühlingsstimmen, Walzer, op. 410
6. Johann Strauss (Sohn): Auf der Jagd, Polka schnell, op. 373 (wurde wiederholt)
7. Johann Strauss (Sohn): Perpetuum Mobile, musikalischer Scherz, op. 257

### Zugaben
1. Johann Strauss (Sohn): An der schönen blauen Donau, Walzer, op. 314
2. Johann Strauss (Vater): Radetzky-Marsch, op. 228

Werkliste und Reihenfolge sind der Website der Wiener Philharmoniker entnommen.
Die mit * gekennzeichneten Werke standen erstmals in einem Programm eines Neujahrskonzertes, allerdings ist die Verzeichnung der Neuen Pizzicato-Polka als erste Aufführung dort unrichtig, diese war bereits beim Neujahrskonzert der Wiener Philharmoniker 1949 erfolgt.